# Сидорово (Тысяцкое сельское поселение)
Сидорово — деревня в Кувшиновском районе Тверской области. Входит в состав Тысяцкого сельского поселения.

## География
Находится в центральной части Тверской области на расстоянии приблизительно 23 км по прямой на север-северо-восток от города Кувшинова, административного центра района.

## История
Была отмечена еще на карте 1825 года. На карте 1938 года отмечена как поселение с 42 дворами. До 2015 года входила в состав Борзынского сельского поселения.

## Население
Численность населения составляла 3 человека (русские 100 %) в 2002 году, 0 в 2010.